# Рагнхильд Сигурдардоттир
Рагнхильд Сигурдардоттир (др.-сканд. Ragnhildr Sigurðardóttir) (приблизительно 830 — дата смерти неизвестна) — жена конунга Агдира и Вестфольда Хальвдана Чёрного, мать объединителя Норвегии Харальда Прекрасноволосого, которая упоминается в «Саге о Хальвдане Чёрном» («Круг Земной»).

## Биография
Рагнхильд была дочерью Сигурда Оленя, конунга Хрингарики из рода Дёглингов, которого «саги о королях» называют правнуком Рагнара Лодброка. По матери она была внучкой Харальда Клака и племянницей Тюры Спасительницы Дании, жены Горма Старого.
Когда Рагнхильд было двадцать лет, берсерк Хаки убил её отца, а её вместе с братом увёз в свою усадьбу в Хадаланде. Он хотел жениться на Рагнхильд, но постоянно откладывал свадьбу, так как раны, полученные им в бою с Сигурдом, не заживали. Хальвдан Чёрный отправил своих людей, которые похитили детей Сигурда Оленя и сожгли усадьбу Хаки. В день их возвращения из похода была сыграна свадьба Хальвдана и Рагнхильд.
Перед рождением сына, согласно саге, Рагнхильд увидела сон.

«Ей снилось, будто она стоит в своем городе и вынимает иглу из своего платья. И игла эта у неё в руках выросла так, что стала большим побегом. Один конец его спустился к земле и сразу же пустил корни, другой же конец его поднялся высоко в воздух. Дерево чудилось ей таким большим, что она едва могла охватить его взглядом. Оно было удивительно мощным. Нижняя его часть была красной, как кровь, выше ствол его был красивого зелёного цвета, а ветви были белы, как снег.
На дереве было много больших ветвей, как вверху, так и внизу. Ветви дерева были так велики, что распространялись, как ей казалось, над всей Норвегией и даже еще шире».
— Сага о Хальвдане Чёрном
Этот сон был истолкован следующим образом: красная, как кровь, нижняя часть дерева символизирует молодые годы Харальда Прекрасноволосого, когда он много воевал; «красивый зелёный цвет» более высокой части ствола — это расцвет государства Харальда, а белая верхняя часть — старость конунга. «Сучья и ветви дерева указывали на его потомство, которое распространится по всей стране». И действительно, все последующие правители Норвегии были потомками Харальда Прекрасноволосого, а через него — Рагнхильд.
Вскоре после этого сна Рагнхильд родила сына, названного Харальдом. Больше о ней ничего не сообщается. Хальвдан Чёрный погиб, когда его сыну было всего 10 лет; таким образом, Рагнхильд, если она пережила мужа, стала вдовой в тридцать один год.

## Мнения в науке
Сообщения саг о ранней истории Норвегии принято рассматривать со скептицизмом. Существует мнение, что рассказы об эпохе Хальвдана Чёрного довольно близки к исторической реальности, но при этом история замужества Рагнхильд вполне типична для «лживых саг», её пророческий сон — часть универсальной литературной традиции, а генеалогия содержит хронологические несообразности. Так, Тюра Спасительница Дании, которую саги называют тёткой Рагнхильд, жила двумя или даже тремя поколениями позже.

## Образ Рагнхильд в кино
- И на камнях растут деревья (СССР, Норвегия; 1985) режиссёры Станислав Ростоцкий и Кнут Андерсен, в роли Рагнхильд Лисе Фьельстад.